# Бабакр, Хошави
Хошави Бабакр (Xoşawi Bebekir)(род. 8 марта 1962 г., Барзан, Ирак) — иракско-курдский политический деятель и дипломат, представитель Регионального Правительства Иракского Курдистана в России и странах СНГ. Доктор экономики.
Отец — командир личной охраны Мустафы Барзани. После поражения Сентябрьского восстания (1975 г.) семья эмигрировала в Иран. Окончил школу в Кередже (пригород Тегерана) и там же начал политическую деятельность в организации «Союз курдской учащейся молодёжи», в руководящую тройку которого входил наряду с Нечирваном Барзани. По окончании школы на партийной (Демократическая партия Курдистана) работе. В 1983—1989 г. учится в Киевском Государственном Университете (факультет экономики). Затем возглавляет организацию ДПК в диаспоре в Южной Швеции. С 1999 г. представитель Иракского Курдистана в Москве.
Владеет персидским, русским, шведским, английским языками. Женат, (жена — русская), имеет сына.
Автор книг: «Курдистан-Россия» (М.,2003), «Очерки истории и теории федерализма» (издана на курдском и арабском языках) и ряда публикаций в курдской и российской прессе.